# Amoi
Amoi (夏新电子股份有限公司) è  stata un'impresa cinese produttrice di elettronica di consumo, fondata nel 1997 in Xiamen. I suoi prodotti includono: telefonini, televisori a cristalli liquidi, lettori DVD, palmari, Lettori MP3, ecc. venduti sia a livello locale che mondiale. Amoi ha anche prodotto il 3 Skypephone e i cellulari INQ.
Amoi ha uno staff di oltre 6000 dipendenti e ha prodotto circa 3.25 miliardi di unità dei suoi prodotti.

## Prodotti

### Telefonini
Alcuni dei telefonini prodotti dall'Amoi.

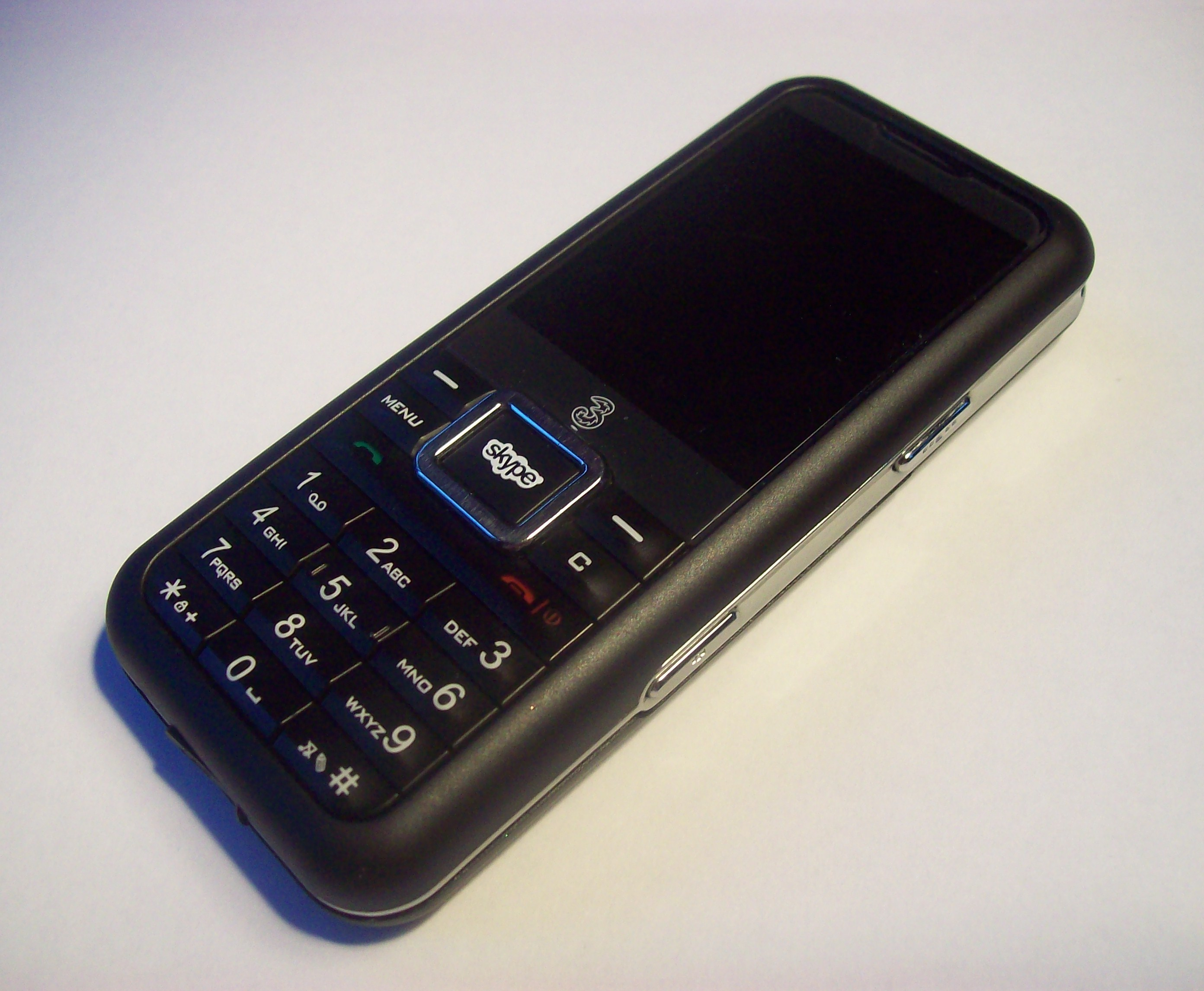
Amoi S1
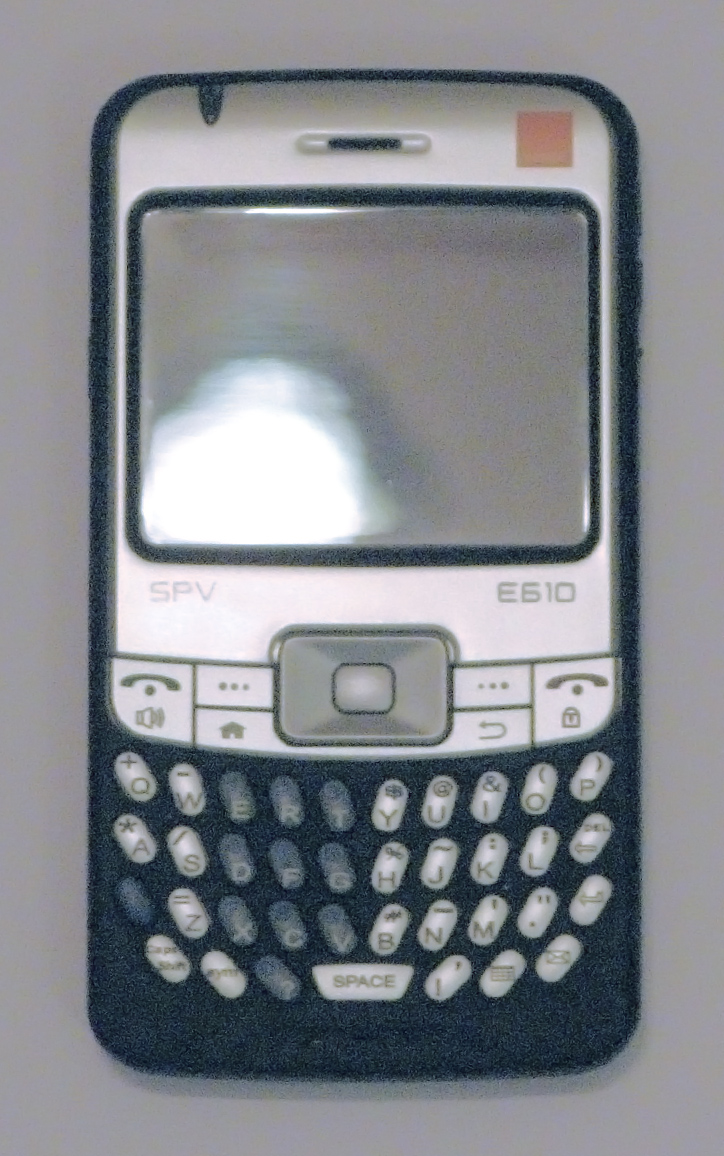
Amoi SPV E610 Arancione
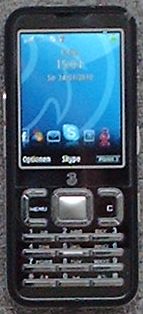
Skypephone-S2